# Finger Eleven (album)
Finger Eleven è il quarto ed eponimo album in studio del gruppo musicale alternative rock canadese Finger Eleven, pubblicato nel 2003.

## Tracce
1. Other Light – 2:51
2. Complicated Questions – 3:16
3. Stay in Shadow – 3:15
4. Good Times – 3:55
5. Absent Elements – 4:00
6. Thousand Mile Wish – 4:59
7. Conversations – 3:34
8. The Last Scene Of Struggling – 3:15
9. Panic Attack – 3:32
10. Therapy – 4:49
11. One Thing – 4:39
12. Obvious Heart – 4:20

## Formazione
- Scott Anderson - voce
- James Black - chitarra
- Rick Jackett - chitarra
- Sean Anderson - basso
- Rich Beddoe - batteria